# چدرووتالا
چدرووتالا (به لاتین: Çədərovtala یا Cederovtala) یک منطقه مسکونی در جمهوری آذربایجان است که در شهرستان بالاکن واقع شده است. این روستا ۸۴۶ نفر جمعیت دارد.